# Panagaeus
Panagaeus ist eine Gattung aus der Familie der Laufkäfer (Carabidae).

## Merkmale
Der Körper ist schwarz, die Flügeldecken rot mit einer schwarzen Kreuzzeichnung, die Augen stehen aufgrund einer stärkeren Schläfenabschnürung teleskopartig wie auf einem Sockel vor. Die Paraglossa überragen die Ligula nicht. Bei den Männchen sind die ersten und zweiten Vordertarsenglieder mäßig erweitert. Unterseits befindet sich eine Haarbürste.

## Systematik
Die Gattung ist in zwei Untergattungen und in mindestens 15 Arten gegliedert. Diese kommen in der Holarktis und in der Neotropis vor. In der Nearktis kommen 3 Arten vor. In Mitteleuropa ist die Gattung mit zwei Arten (Zweifleck- und Sumpf-Kreuzläufer) vertreten.
Im Folgenden die Untergattungen und Arten:
- Hologaeus Ogueta, 1966
  - Panagaeus asuai
  - Panagaeus cruciger – USA
  - Panagaeus fasciatus – Kanada, USA
  - Panagaeus panamensis
  - Panagaeus quadrisignatus – Mexiko, Karibik
  - Panagaeus sallei – USA
- Panagaeus Latreille, 1802
  - Panagaeus abei – Japan
  - Zweifleck-Kreuzläufer (Panagaeus bipustulatus) – West- und Mitteleuropa, bis zum Kaukasus
  - Panagaeus coreanus – Korea
  - Sumpf-Kreuzläufer (Panagaeus cruxmajor) – Europa, Sibirien, Transkaukasus, Iran
  - Panagaeus davidi – China, Korea
  - Panagaeus japonicus – Japan, Primorje (Ussuri), China (Mandschurei)
  - Panagaeus piacenzae
  - Panagaeus relictus – östl. Sibirien
  - Panagaeus robustus – Japan, östl. Sibirien